# Vistonida-søen
Vistonida-søen (græsk: Λίμνη Βιστωνίδα, ældre form: Βιστωνίς) er en sø i Porto Lagos, i den regionale enhed Xanthi i Grækenland. Den rummer et unikt økosystem, og det lokale klima kan beskrives som middelhavsklima. Den er vært for en varieret fauna, som omfatter flere typer fisk, padder, krybdyr, pattedyr, fugle samt flora.

## Historie
I antikken blev søen kaldt "Bistonis (Βιστονίς λίμνη), en stor thrakisk sø i Bistonernes land, fra hvem den har fået sit navn. Vandet i søen var brak og bugnede af fisk. En fjerdedel af fangsterne siges at være blevet givet af kejser Arcadius til klosteret Vatopedi på Athos-bjerget. Floden Cossinites løber ud i søen Bistonis, som på et tidspunkt løb over nabolandet og fejede adskillige thrakiske byer bort." 
- Bistonis var nymfen, der boede i søen med sit folk
- Bistoner, er navnet på et thrakisk folk, der boede i nærheden af søen